# Канасин (муниципалитет)
Канаси́н (исп. Kanasín) — муниципалитет в Мексике, штат Юкатан, с административным центром в одноимённом городе. Численность населения, по данным переписи 2010 года, составила 78 709 человек.

## Общие сведения
Название Kanasín с майянского языка можно перевести как тот, кто сильно тянет, где Kann — сильный, дюжий, A — твой, и Zin — тянуть или прокладывать.
Площадь муниципалитета равна 102 км², что составляет 0,26 % от общей площади штата, а максимальная высота равна 10 метрам над уровнем моря.
Он граничит с другими муниципалитетами Юкатана: на северо-востоке с Тишпеуалем, на юго-востоке с Акансехом, на юге с Тимукуем, и на западе с Меридой.

## Учреждение и состав
Муниципалитет был образован в 1925 году, в его состав входит 31 населённый пункт, самые крупные из которых:
| Код INEGI                  | Населённый пункт                                                                    | Численность населения (2005 год) | Численность населения (2010 год) |
| -------------------------- | ----------------------------------------------------------------------------------- | -------------------------------- | -------------------------------- |
| 041                        | Всего                                                                               | 51774                            | 78709                            |
| 0001                       | Канасин (исп. Kanasín) 20°56′04″ с. ш. 89°33′28″ з. д. (административный центр)     | 50357                            | 77240                            |
| 0003                       | Сан-Антонио-Тевиц (исп. San Antonio Tehuitz) 20°53′58″ с. ш. 89°31′15″ з. д.        | 732                              | 724                              |
| 0006                       | Тея (исп. Teya) 20°56′04″ с. ш. 89°31′26″ з. д.                                     | 554                              | 566                              |
| 0243                       | Хардин-де-Тацибичен (исп. Jardines de Tahdzibichén) 20°54′07″ с. ш. 89°35′43″ з. д. | —                                | 62                               |
| 0242                       | Сан-Селестино (исп. San Celestino) 20°54′15″ с. ш. 89°31′37″ з. д.                  | 11                               | 14                               |
| —                          | Прочие                                                                              | 120                              | 103                              |
| Названия на карте Генштаба |                                                                                     |                                  |                                  |

Канасин, уже практически слился со столицей штата, о чём свидетельствует резкий рост населения Канасина.

## Экономика
По статистическим данным 2000 года, работоспособное население занято по секторам экономики в следующих пропорциях:
- торговля, сферы услуг и туризма — 61,4 %;
- производство и строительство — 32,6 %;
- сельское хозяйство и скотоводство — 4,5 %;
- безработные — 1,5 %.

## Инфраструктура
По статистическим данным 2010 года, инфраструктура развита следующим образом:
- протяжённость дорог: 85,3 км;
- электрификация: 98,6 %;
- водоснабжение: 96,7 %;
- водоотведение: 88,2 %.

## Достопримечательности
В муниципалитете можно посетить церковь Сан Хосе, построенную в XVII веке, а также бывшие асьенды Тейя и Текох.

## Фотографии

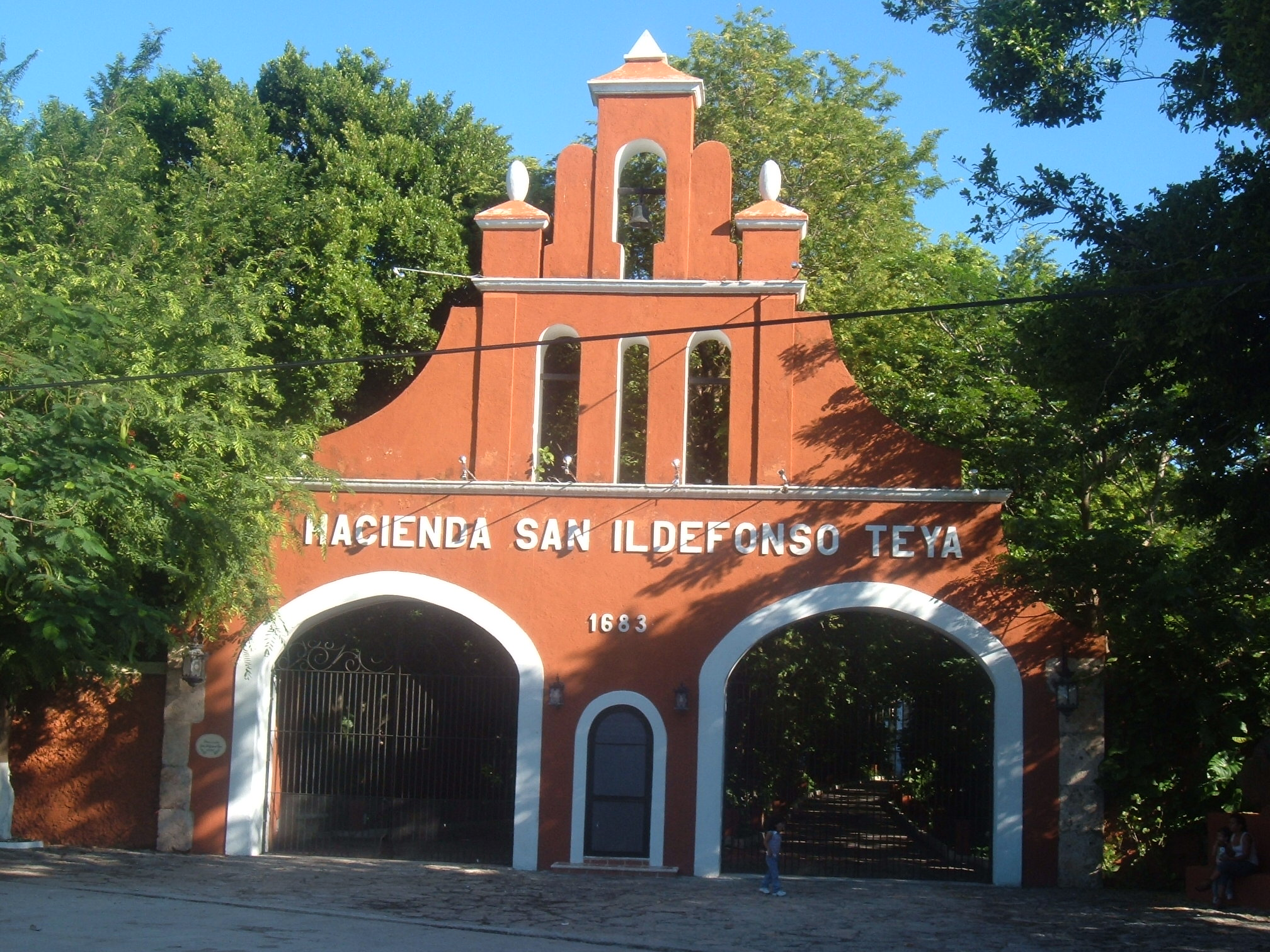
Асьенда Сан-Ильдефонсо-Тейя
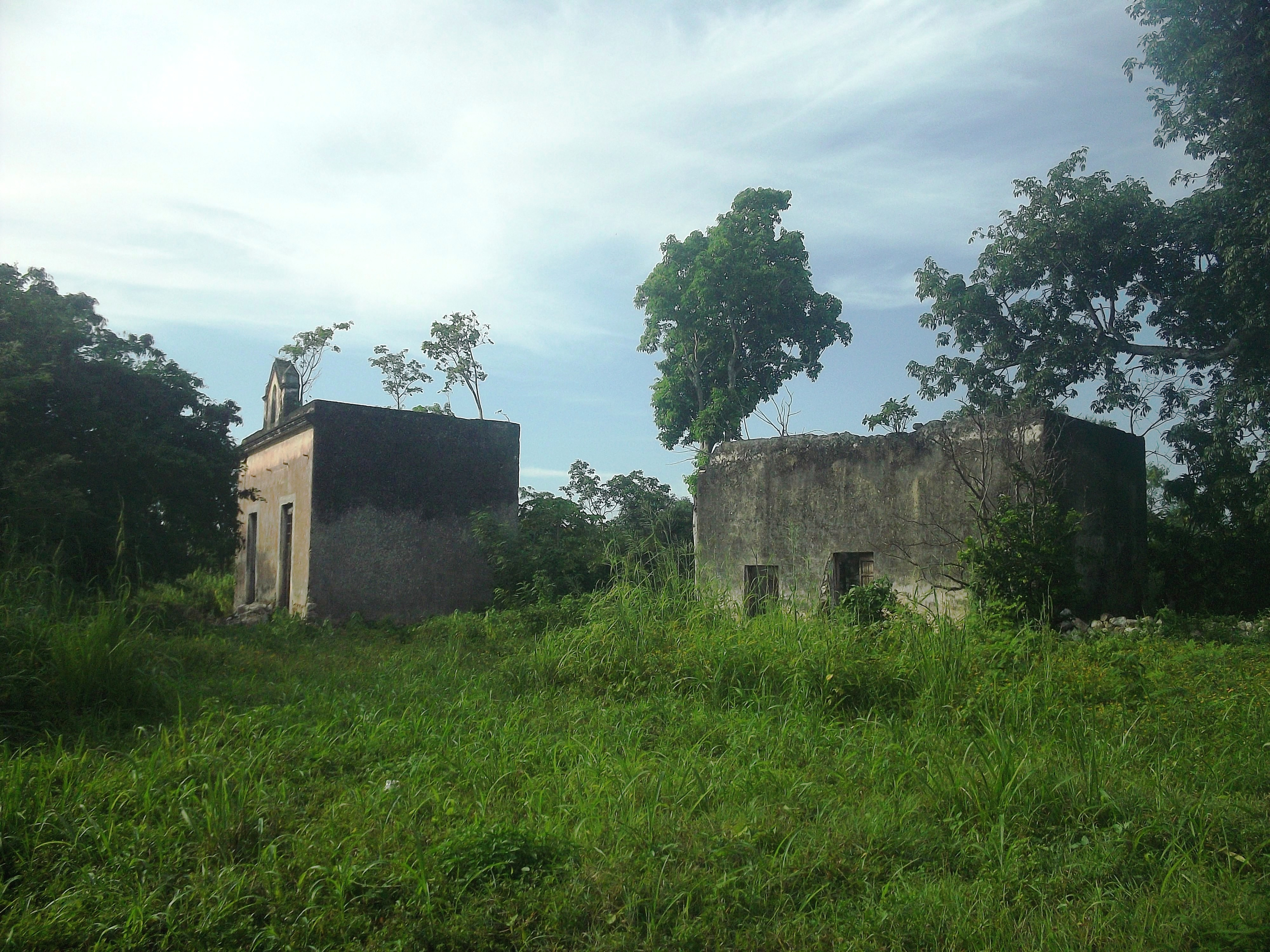
Заброшенная ж/д станция в Сан-Антонио-Тевице
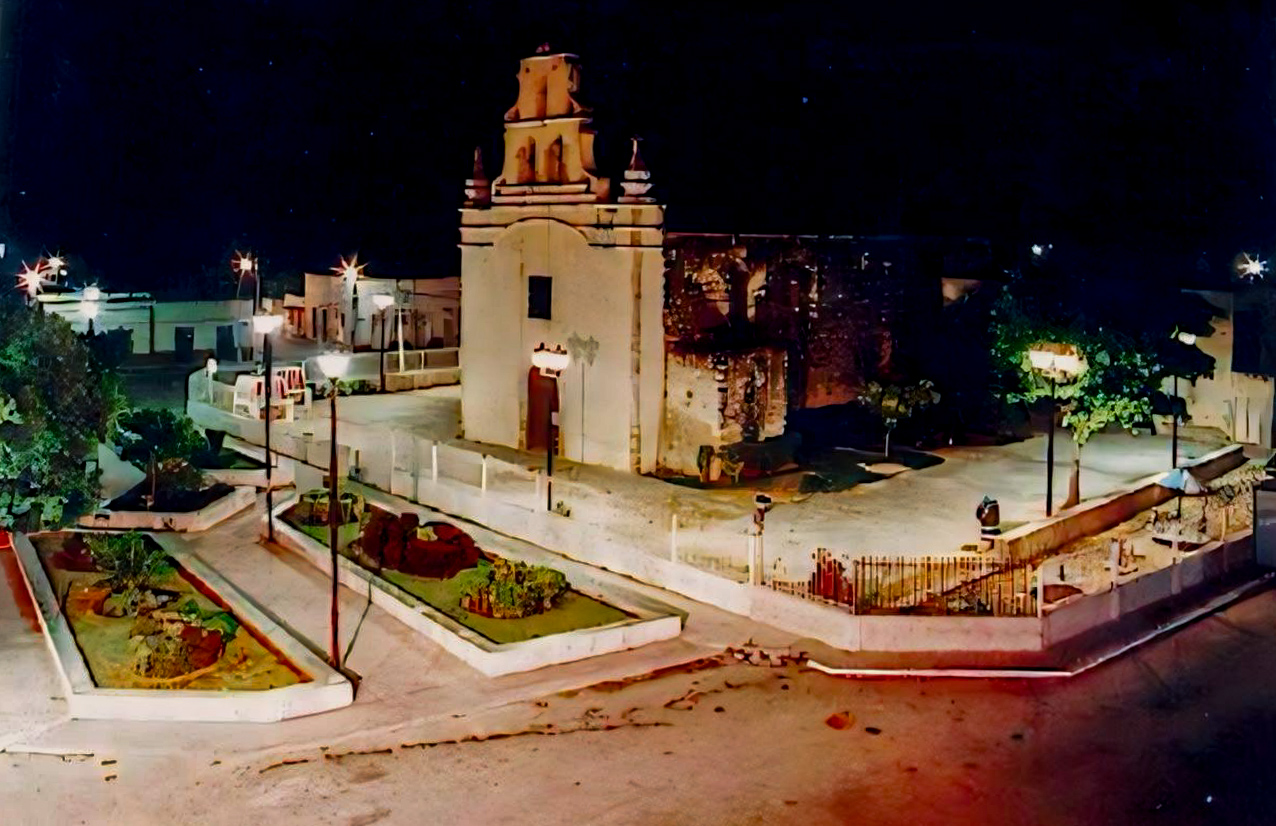
Церковь Святого Иосифа в Канасине